# Stefan Schottlaender
Stefan Schottlaender (* 15. Januar 1928; † 3. Oktober 1991 in Hannover) war ein deutscher Mathematiker und Hochschullehrer an der Technischen Universität Clausthal. Seine Arbeitsschwerpunkte lagen auf verschiedenen Gebieten der Analysis, der Funktionentheorie und der mathematischen Physik.

## Leben und Wirken
Stefan Schottlaenders Vater, der Philosoph Rudolf Schottlaender, war ein Schüler von Karl Jaspers und Martin Heidegger und wurde nach dem Zweiten Weltkrieg Professor an der Humboldt-Universität in Berlin. Er entging zur Zeit des Nationalsozialismus als Jude der Deportation, da er mit seiner „arischen“ Ehefrau in einer sogenannten „privilegierten Mischehe“ lebte, musste aber im Krieg als Zwangsarbeiter arbeiten. Stefan Schottlaender galt folglich nach den nationalsozialistischen Rassengesetzen als „Halbjude“ und musste 1943 die Humboldt-Schule in Berlin verlassen. Nach dem Krieg holte er die zwei versäumten Schuljahre nach.
Stefan Schottlaender studierte an der Humboldt-Universität in Berlin Mathematik und Physik und legte 1952 das Diplom-Examen ab. Er wurde wissenschaftlicher Assistent und promovierte 1953 bei Kurt Schröder. Im gleichen Jahr wurde er wissenschaftlicher Assistent an der Universität Würzburg und wechselte 1957 an das Institut B für Mathematik der TU Hannover, wo er sich 1959 habilitierte. Von 1965 bis 1967 war er wissenschaftlicher Rat und Professor am Institut für Angewandte Mathematik der Universität Bonn, wobei er gleichzeitig zum Leiter der Abteilung „Mathematische Methoden der Physik“ ernannt wurde. 1967 wurde er an die damalige Technische Hochschule Clausthal berufen. Weitere Rufe an die Universitäten in Dortmund, Hohenheim und Braunschweig lehnte er ab.
Schottlaender war fast ständig Mitglied verschiedener universitärer Gremien und vom 1. Oktober 1981 bis zum 30. September 1985 Prorektor bzw. Rektor der Technischen Universität Clausthal. Während seines Rektorats führte er 1984 das Vollstudium der Informatik ein. An der Universität Oldenburg baute er von 1984 bis 1988 als Vorsitzender der entsprechenden Errichtungskommission den Fachbereich Informatik auf.
Schottlaender leitete den Landesverband Niedersachsen des Deutschen Hochschulverbandes seit dessen Gründung im Jahre 1969 als Vorsitzender und setzte sich in dieser Position intensiv für die Belange der Hochschulen ein. Diese Tätigkeit, insbesondere die von ihm betriebene Verfassungsbeschwerde des Hochschulverbandes gegen das Niedersächsische Vorschaltgesetz von 1971, machte ihn über Niedersachsen hinaus bekannt. Das damals erstrittene „Hochschulurteil“ des Bundesverfassungsgerichtes von 1973 (BVerfGE 35, S. 79ff.) war mit ausschlaggebend für die Hochschulpolitik der gesamten Bundesrepublik in den 70er Jahren und danach.
Schottlaender war seit 1976 Mitglied der Braunschweigischen Wissenschaftlichen Gesellschaft und von 1989 bis zu seinem Tod Vorsitzender der Klasse für Mathematik und Naturwissenschaften.

## Publikationen
- Der Hadamardsche Multiplikationssatz und weitere Kompositionssätze der Funktionentheorie, Berlin, Akademie-Verlag 1954